# Бахчиванжи Володимир Ілліч
Володи́мир Іллі́ч Бахчиванжи́ — військовослужбовець Збройних сил України, учасник російсько-української війни, що загинув у ході російського вторгнення в Україну. Кавалер ордена «За мужність» ІІІ ступеня.

## Життєпис
Народився 13.02.1962 в місті Бердянськ Запорізької області.
Навчався у Бердянській загальноосвітній школі № 10. Після завершення навчання працював токарем на заводі «Південгідромаш».
Проходив військову службу у складі колишнього 586-го гвардійського ракетного полку у місті Кам'янець-Подільський Хмельницької області.
У 1982—2003 роках обіймав посаду докера та оператора крана у Бердянському морському торговельному порті. Згодом займався приватним підприємництвом у Бердянську, у той самий час вів активну громадську діяльність.
Із початком повномасштабного вторгнення російської федерації добровольцем став на захист Батьківщини від загарбників. Боронив суверенітет та територіальну цілісність держави у лавах 3-ї окремої штурмової бригади Сухопутних військ Збройних Сил України.
За особисту мужність був нагороджений численними відзнаками, зокрема, нагрудним знаком Головнокомандувача Збройних Сил України «Золотий хрест» та нагрудним знаком «Ветеран війни».
Похований у Львові 27 лютого 2024